# 中国骑兵
《中国骑兵》，2012年上映于中国大陆的战争剧，讲述抗日战争时期，中华民国和大日本帝国之间的战争故事，主演是马苏、王雷、李建。

## 剧情
1937年正式成立129師騎兵團，抗日战争时期，农民刘春雷和好友胡彦明目睹家园被毁、国破家亡，决心为国家出力，他们加入了八路军一二九师骑兵团。
然而，在兩人加入後，八路軍卻准備將騎兵團裁撤，因為在面對現代軍事化戰爭下，騎兵已經沒有存在的必要，而且養一匹馬所需軍需是很重的，也無法抵抗敵人的火炮和機關槍等重火力。司令說只要解決軍需問題，可以暫緩裁撤，但實際上是吃敗戰，所以經過上級研究決定，改成步騎團。經過一係列的整軍整紀，也使騎兵團煥然一新。
而日本軍部也有相同的決定，為面對現代化軍事戰爭下，把騎兵團也改成步騎兵團，增加部隊的機動性，但卻不願放棄重武器，使騎兵喪失機動性和速度。
1942年岡村寧次將軍實施大掃蕩計劃，要清掃后方八路軍部隊，進行四面合圍八路軍根據地。八路軍有非常重大的損失，但日軍作戰目標也沒有達到，八路軍主力部隊和總部機關也順利突圍。
1942到1943年是敵後作戰最艱苦的時期，一些重傷員留下來，就地掩蔽治傷。幾個歸隊，一些轉移，幾個被鬼子發現不是自殺就是被殺，剩下沒有幾個。在加上出現大旱，糧食短缺，戰士吃不飽，戰馬也沒有吃飽，不僅出戰搶糧食，也下田幫農民復耕。
1943到1944年間抗日作戰漸入佳境，但由於廖秉志帶隊偷襲，使宗團長戰死。而騎兵團也開始到處增援，到年底時才回原來根據地。原是春雷與吳朵兩人在鬧脾氣，春雷找人相親，吳朵拉胡彥明一起去鬧，結果到現場才發現相親對象是羅絹子，春雷立刻拉吳朵離開，替兩人製造相處機會。
而春雷在加入後，一直犯錯誤，也在修正自己的問題，希望自己能成為一名合格的軍人和一名黨的戰士。两人互相搭档，作战屡立战功。
1945年日本宣佈無條件投降，原本準備的進攻也推遲了，但日軍拒向八路軍投降，於是，兩軍開打，胡彦明在陣亡之后，羅娟子也削发为尼。刘春雷在抗日战争胜利之后，则和吴朵结为夫妻。

## 演员
| 演员   | 角色     | 备注 |
| 马苏   | 罗娟子   | 羅家大小姐，把自己的馬(小紅)給了胡彥明。被親哥哥騙，以為彥明死了。最後，她遵守與彥明的約定，在彥明死後，則出家當尼姑。                                     |
| 王雷   | 刘春雷   | 羅家小舅子，帶上家裡的驢去當騎兵去了。升上班長、副排長、代理排長、排長、衛生隊戰士、排長、代理連長、連長。在一次戰鬥中受了重傷，吳朵不怕危險上戰場去救他。 |
| 李健   | 胡彦明   | 羅家長工，帶上羅家的馬也去當騎兵去了。升上班長、副排長、排長、副連長、連長、營長。最後，被西村打死。                                                       |
| 冯国庆 | 宗玉良   | 受過俄國哥薩克騎兵訓練，現為129騎兵團長。在被日軍偷襲時陣亡。                                                                                              |
| 杨淼   | 荷花     | 原是劉春雷父母定下未過門的媳婦，留在家磨豆子，做豆腐照顧劉家二老。再一次給春雷送飯時，被日軍打死。                                                         |
| 宋笠娜 | 吴朵     | 129騎兵團宣傳隊宣傳兵，在1942年大掃蕩時，被春雷所救，對他產生好感。宣傳兵、衛生隊隊長。                                                                    |
| 荆明华 | 鹰孝森一 | 日本騎兵團指揮官少將。1945日本戰敗投降自殺。 |
| 芦芳生 | 西村次郎 | 日本騎兵團中尉。男爵，拿過奧運會馬術的冠軍，日本天皇給稱號皇冠之花。在一次戰鬥中被俘，成為皇軍之恥。因為交換戰俘，使他可以回到日軍中。最後打死胡彥明營長。 |
| 稅潔   | 刘彩霞   | 春雷的姐姐，嫁給羅成。一次春雷受重傷，回家養傷時，通知娘家將春雷轉移，不然全家都死。                                                                       |

## 花絮
为了电视剧的真实性，剧组招聘了百匹战马。
电视剧从侧门折射出乱世时期，人民的爱情和家庭因而破碎，呼吁和平。

## 质疑
电视剧八路军骑兵团的士兵都带的是钢盔，而历史上，在那个贫穷的年代，这是很困难的事情。
电视剧中大日本帝国军人讲话都是普通话，则违背了历史史实。
劇中的日軍騎兵都是白蓮教信徒，朝著火網盲衝，毫無軍事素養與當年侵華日寇的史實差距太大。